# Philothermus major
Philothermus major is een keversoort uit de familie dwerghoutkevers (Cerylonidae). De wetenschappelijke naam van de soort werd in 1898 gepubliceerd door Antoine Henri Grouvelle.